# Mathilde Kralik
Mathilde Aloisia Kralik von Meyrswalden, coneguda com a Mathilde Kralik (Linz, 3 de desembre de 1857 - Viena, 8 de març de 1944) va ser una pianista i compositora austríaca.
Va estudiar piano amb Julius Epstein i contrapunt amb Anton Bruckner a Viena (1876–1867) i després va entrar al Conservatori de Viena, on va estudiar composició amb Franz Krenn (1877–1879). Va ser membre de la Unió austríaca de compositors i de la Vienna Bach Society, i presidenta de la Vienna Women's Choral Society, per a la qual va compondre obres. Moltes de les seves obres vocals, que inclouen òperes, melodrames i cantates tant sagrades com seculars, són arranjaments de textos del seu germà, Richard Kralik.